# Fontaine-Notre-Dame (Aisne)
Fontaine-Notre-Dame è un comune francese di 388 abitanti situato nel dipartimento dell'Aisne della regione dell'Alta Francia.

## Società

### Evoluzione demografica
Abitanti censiti